# 195600 Scheithauer
195600 Scheithauer è un asteroide della fascia principale. Scoperto nel 2002, presenta un'orbita caratterizzata da un semiasse maggiore pari a 2,9719891 UA e da un'eccentricità di 0,0695998, inclinata di 9,66388° rispetto all'eclittica.